# Karol Loeckell

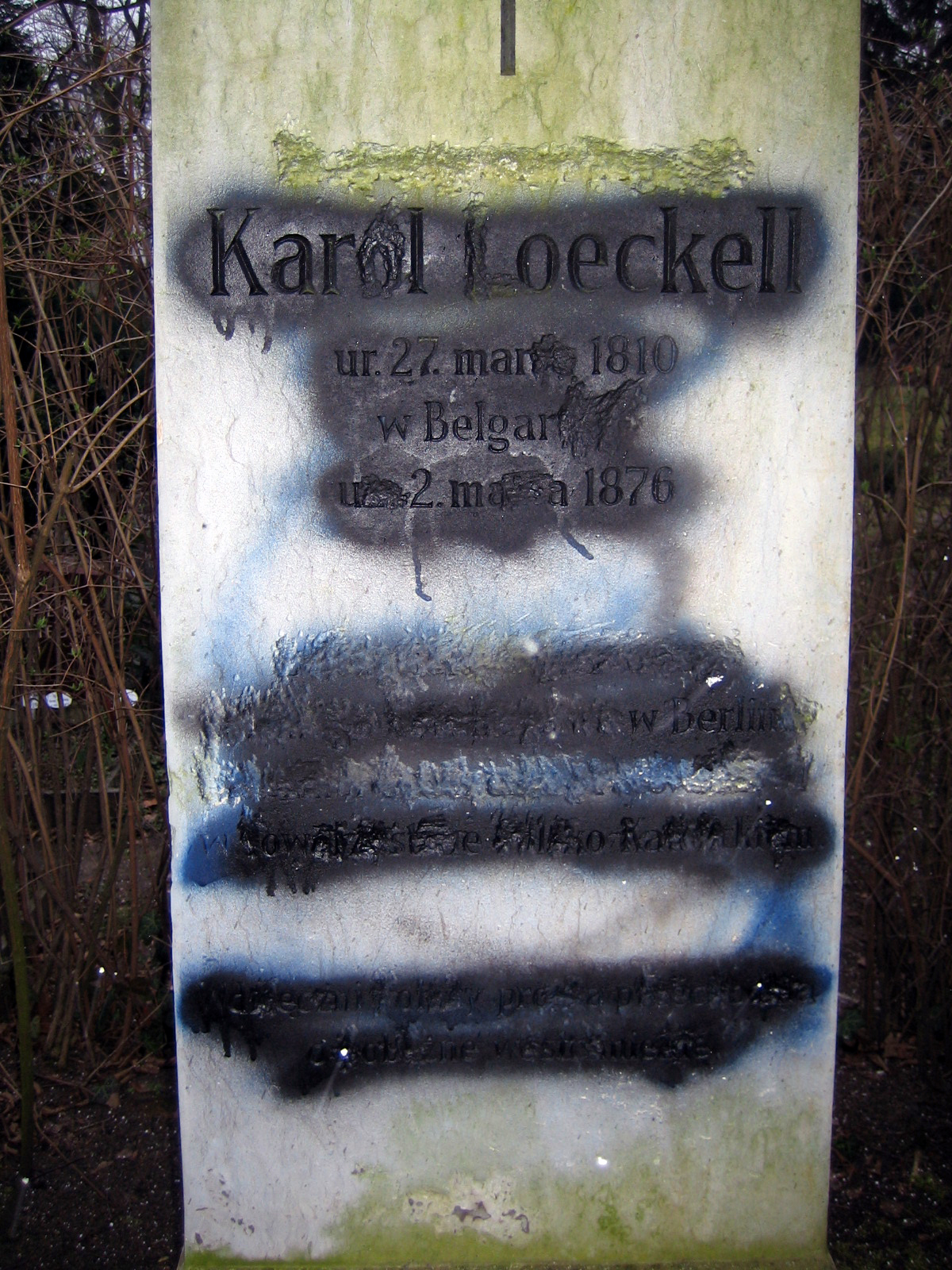
Geschändete Grabstätte vom Karol Loeckell

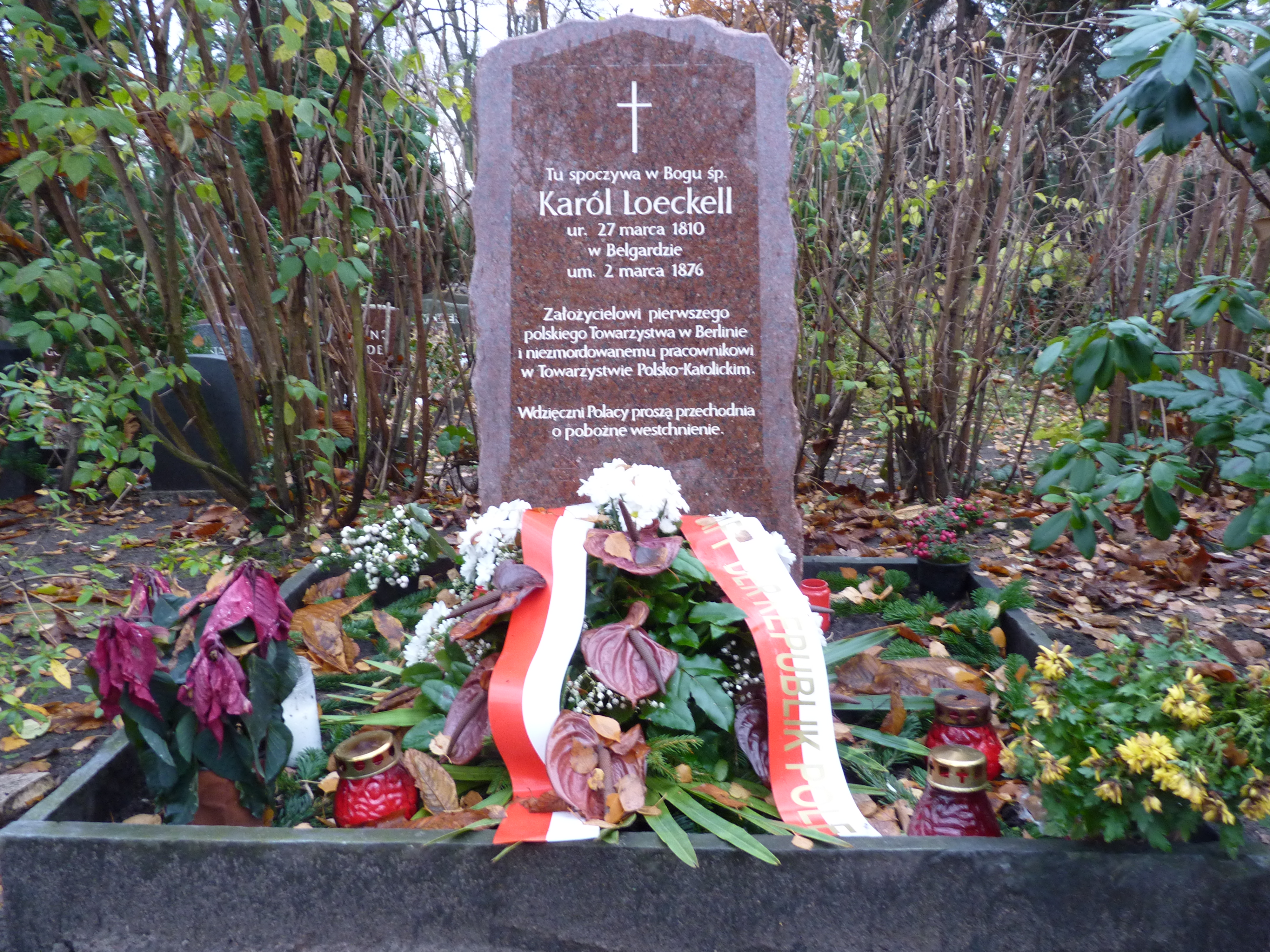
Neue Grabplatte

Karol Loeckell (* 27. März 1810 in Belgard an der Persante; † um 2. März 1876 in Berlin) war der Gründer der Polnischen Gesellschaft in Berlin.
Loeckel gründete 1865 in Berlin die Polnische Gesellschaft, die 1870 in Polnisch-katholische Gesellschaft unter dem Patronat der Mutter Gottes von Tschenstochau und des Beschützer Polens St. Stanislaus umbenannt wurde. Er zählt somit zu den Begründern der Polnisch-katholischen Gesellschaft in Berlin.
Karol Loeckell ist auf dem Kirchhof der St.-Michael-Gemeinde an der Hermannstraße in Berlin-Neukölln beerdigt. Sein Grabmal war immer wieder Schändungen ausgesetzt, die Inschrift in polnischer Sprache wurde beschmiert und teilweise mit Meißel entfernt. Auf dem symbolischen Grab Karl Loeckells wurde am 11. November 2010 eine neue Grabplatte aus rosa Granit aufgestellt. Gespendet von den Berliner Polenorganisationen und der polnischen Botschaft, mit der Inschrift:

„Dem Gründer der ersten polnischen Gesellschaft in Berlin

und unermüdlichen Aktivisten der Polnisch-Katholischen Gesellschaft

Die dankbaren Polen bitten den Passanten

um ein frommes Gebet“